# Peloptulus foveolatus
Peloptulus foveolatus är en kvalsterart som beskrevs av Hammer 1961. Peloptulus foveolatus ingår i släktet Peloptulus och familjen Phenopelopidae. Inga underarter finns listade i Catalogue of Life.